# Kane & Lynch 2: Dog Days
Kane & Lynch 2: Dog Days – gra z gatunku third-person shooter, której światowa premiera odbyła się 17 sierpnia 2010 roku. Gra została wyprodukowana przez IO Interactive, oraz wydana przez Square-Enix i Eidos na PlayStation 3, Xbox 360, oraz Windows.

## Gra wieloosobowa
W Kane & Lynch 2: Dog Days przygotowano tryb kooperacji dla dwóch graczy w trybie fabularnym, oraz trzy inne tryby:
- Gliniarze kontra Złodzieje
- Kruchy Sojusz
- Tajniak

## DLC
Do tej pory do gry Kane & Lynch 2: Dog Days wydano 3 dodatki DLC:
- Alliance Weapon Pack – wydany 31 sierpnia 2010 pakiet siedmiu broni: Dorett z tłumikiem, Steele 870, TOQ SBR, Kaliningrad 47, PAC 10 z tłumikiem, N 77P z tłumikiem oraz TOQ Elite.
- Multiplayer Masks Pack – wydany 31 sierpnia 2010 pakiet ośmiu dodatkowych masek.
- The Doggie Bag – wydany 31 sierpnia 2010 pakiet składający się z dwóch nowych map i pięciu dodatkowych broni.